# 林春隆
林  春隆（はやし はるたか、1868年（明治元年） - 1952年（昭和27年））は、日本の料理研究家。

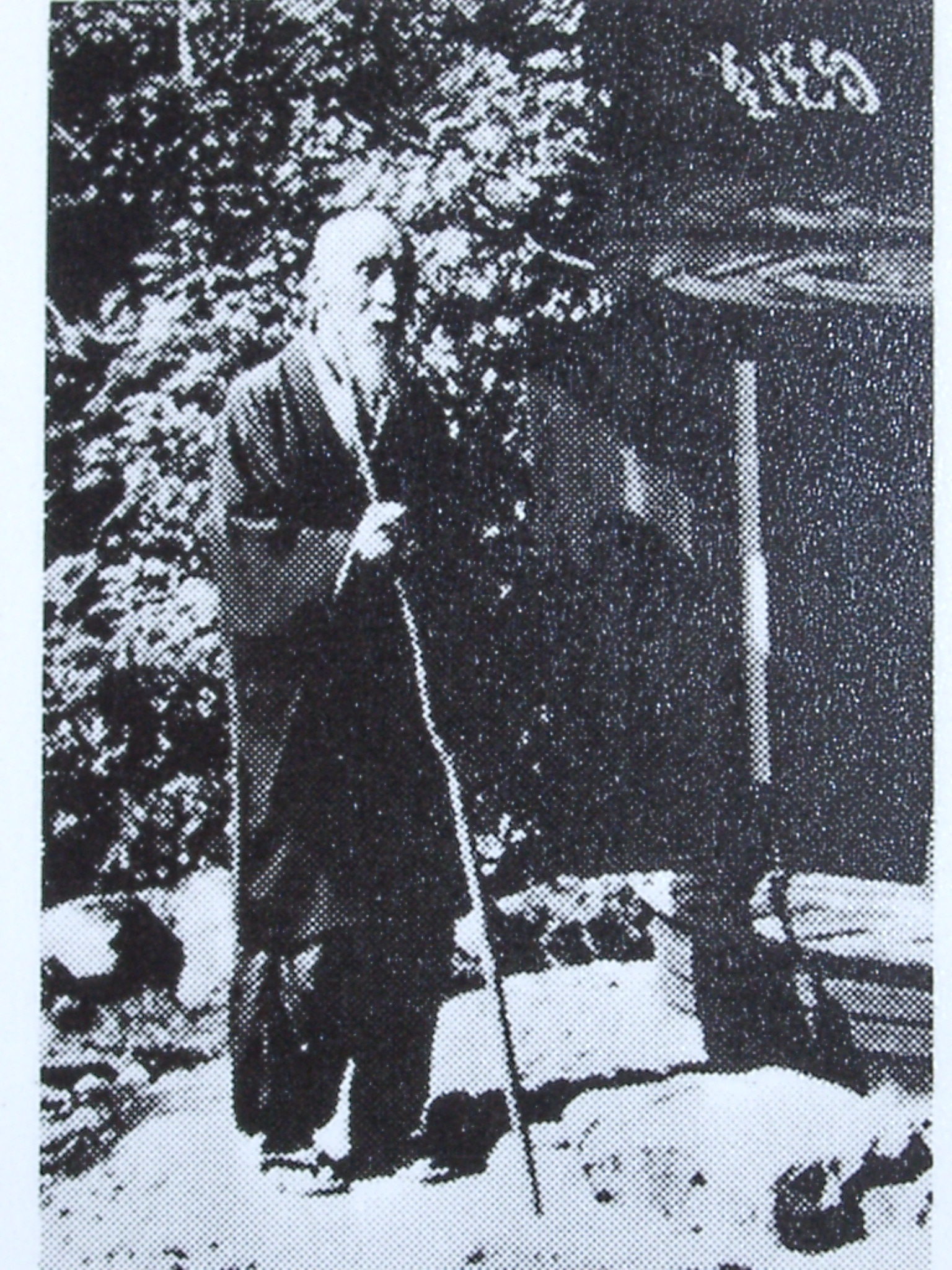
林　春隆　白雲庵にて

## 人物
大阪に生まれ少年期、両替店に奉公、その時に素読、習字、珠算等を習得する。
青年期には歴史家である長兄の水月と大和吉野で林業新聞を発行、そののち上京して出版業につき、大正初期、京都宇治の黄檗に移住し普茶料理にたずさわり、萬福寺門前に「白雲庵」を創業した。
文人墨客と交わり、白雲庵には現在も与謝野晶子、島崎藤村などの手紙が飾ってある。
日本料理の研究家として林春隆が残した功績は大きく、精進料理を中心としたその著作『野菜百珍』は大阪時事新報紙に掲載したものを読者の希望により一部のものに集約したものである。芋に始まり、すし、酢でしめくくる野菜調理百科全書という形になっている。

## 主な著作
- 『白雲庵百話』岡倉書房、1934年
- 『日本の酒』河原書店、1942年
- 『野菜百珍』中公文庫で再刊。1984年
- 『新選豆腐百珍』中公文庫で再刊。1982年